# Savane soudanienne orientale
Localisation
La savane soudanienne orientale est une écorégion terrestre définie par le WWF, appartenant au biome des prairies, savanes et terres arbustives tropicales et subtropicales de l'écozone afrotropicale en Afrique centrale et orientale. Elle couvre une partie du Nigeria, du Cameroun, du Tchad, de la République centrafricaine, du Soudan, du Soudan du Sud, de l'Ouganda, de la République démocratique du Congo, de l'Éthiopie et de l'Érythrée.

## Répartition
Cette écorégion est comprise entre la savane sahélienne à Acacia au nord et la mosaïque de forêt-savane au sud. Elle est partagée en deux blocs séparés par les marais du Sudd, l'un allant des confins du Nigéria et du Cameroun jusqu'à l'ouest du Soudan et comprenant le sud du Tchad et les régions du nord de la République centrafricaine, l'autre formant une longue bande aux confins de l'Érythrée, des terres basses de l'ouest de l'Éthiopie, de l'est du Soudan, du Soudan du Sud et du nord de l'Ouganda, atteignant la République démocratique du Congo près du lac Albert. Le relief est plat, d'altitude entre 200 et 1 000 m.

## Climat

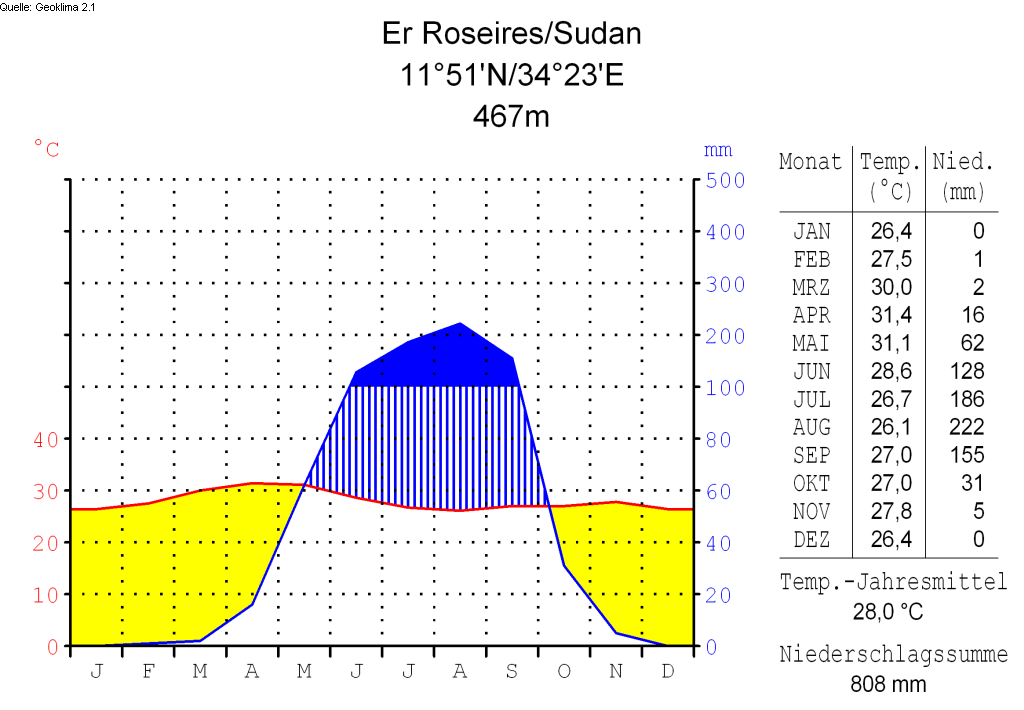
Diagramme climatique d'Er Roseires, Soudan.

Les précipitations varient de 600 mm dans le nord à 1 000 mm dans le sud avec de fortes variations saisonnières. La saison des pluies est concentrée entre avril et octobre ; elle s'accompagne d'inondations, particulièrement au Tchad et en Centrafrique, qui rendent certaines régions inaccessibles. La température moyenne annuelle varie peu (28°1 C à N'Djamena) mais connaît des variations saisonnières sensibles (minimum absolu 8°2, maximum absolu 47° à N'Djamena).

## Flore

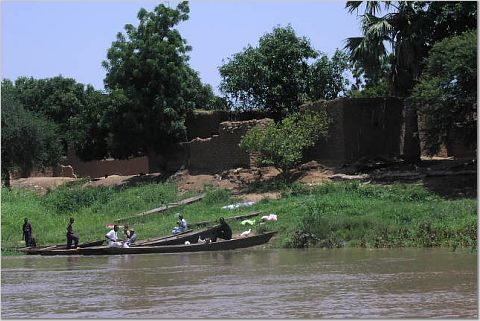
Berge de la rivière Chari, Tchad, 2004.

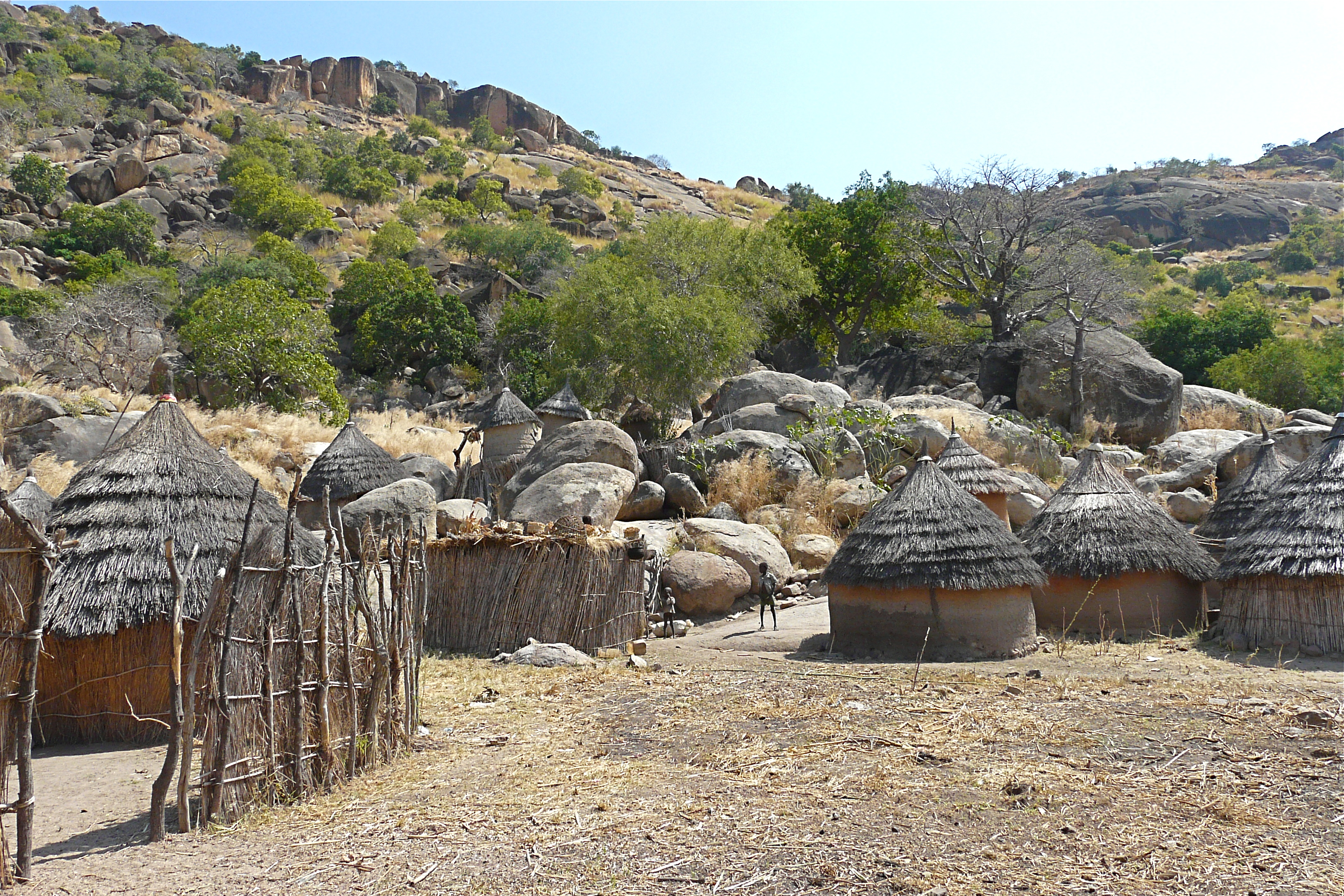
Village et végétation des monts Nouba, Soudan, 2008.

La végétation croît pendant la saison humide ; pendant la saison sèche, la plupart des arbres perdent leurs feuilles et les feux de brousse sont habituels.
L'écorégion compte 2 750 espèces de plantes vasculaires, pour la plupart communes à l'ensemble de l'aire soudanienne, avec environ un tiers de plantes endémiques. Dans la partie ouest de l'écorégion, on relève différents arbres endémiques : Anogeissus leiocarpus (bouleau d'Afrique), Kigelia aethiopica (« arbre à saucisses »), Vachellia seyal, plusieurs espèces de Combretum et Terminalia ; dans la partie est, Boswellia Papyfera, Lannea schimperi et Stereospermum kunthianum. Le bambou Oxytenanthera abyssinica est abondant dans les vallées fluviales de l'ouest de l'Éthiopie. Les hautes herbes d'Hyparrhenia, Cymbopogon, Echinochloa, Sorghum et Pennisetum dominent le paysage.
Le couvert boisé varie fortement en fonction des conditions locales. Dans le parc de Zakouma (Tchad), on rencontre 39 espèces du genre Combretum : sur les sols argileux, Combretum aculeatum est dominant, souvent associé au dattier Balanites aegyptiaca, tandis que Combretum glutinosum, Piliostigma reticulatum (une fabacée) et Stereospermum kunthianum sont caractéristiques des sols mieux équilibrés et mieux drainés ; Mitragyna inermis se rencontre dans les cuvettes humides. Terminalia avicennioides est caractéristique des sols d'épandage sableux, souvent associé à Guiera senegalensis sur des sols épuisés par un ancien usage agricole. Certains arbustes, Feretia apodanthera, Boscia senegalensis ou Cadaba farinosa, poussent de préférence à l'ombre des grands arbres ou sur les termitières.
Deux arbres de la zone soudanienne orientale, Acacia senegal et Vachellia seyal, poussent spontanément, l'un sur les sols rocheux ou sableux, l'autre sur les sols argileux et lourds ; les habitants en tirent du bois de feu et d'ouvrage, du fourrage et surtout de la gomme arabique, exportée vers l'Europe, l'Asie et les États-Unis où elle est employée pour divers usages. La gomme « dure », cueillie sur Acacia senegal, est la plus appréciée ; elle vient principalement du Soudan et surtout du Kordofan. La gomme « friable » de Vachellia seyal est surtout cueillie au Tchad. Le rendement de cette cueillette connaît de fortes variations dues à la sécheresse, aux nuages de criquets et aux conflits qui ravagent certains territoires.
La végétation est menacée par le surpâturage, la culture sur brûlis, les feux de brousse incontrôlés, la surexploitation du bois à brûler et du charbon de bois.

## Faune

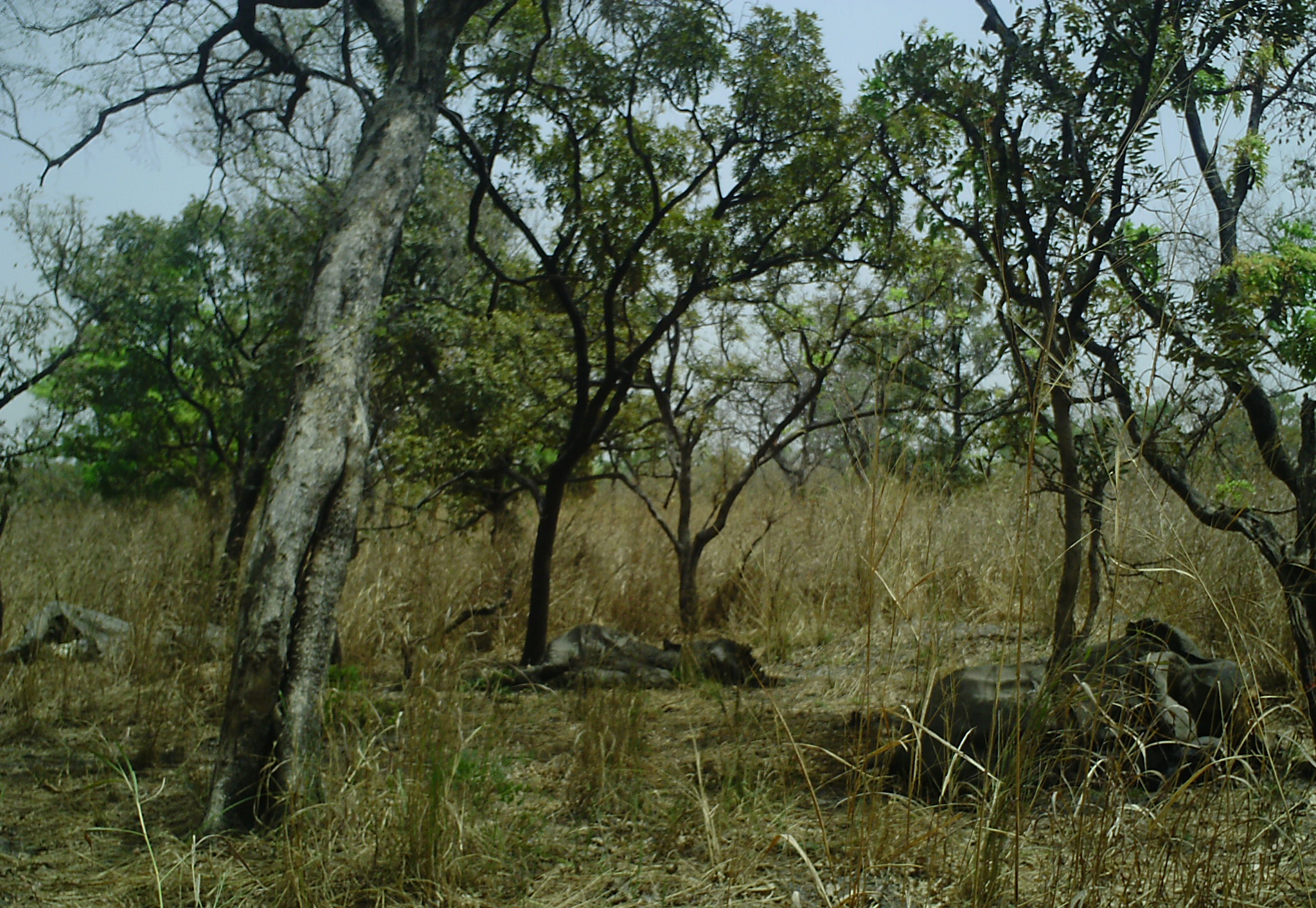
Trois éléphants abattus par les braconniers au parc national de Bouba Ndjida, Cameroun, 2009.

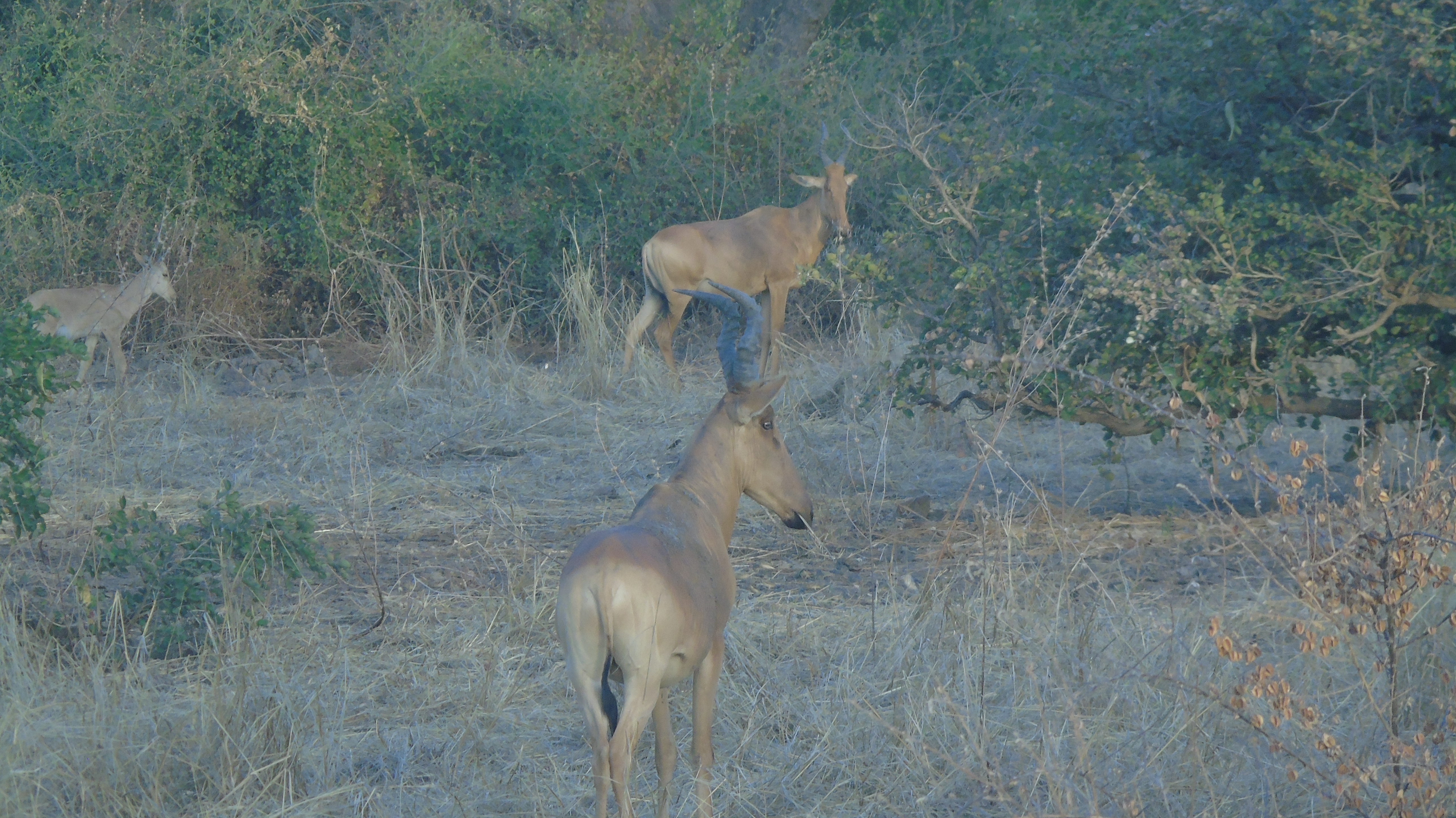
Antilopes bubales au parc national de Zakouma, Tchad, 2020.

La faune de la savane soudanienne orientale est très similaire à celle de la savane soudanienne occidentale avec un très faible taux d'endémisme. Elle ne compte qu'une seule espèce endémique de mammifère, la souris naine de la Gounda (Mus goundae), et deux de reptiles, le serpent de Moila et le scinque de Wilson ou scinque à yeux de serpent (Panaspis wilsoni (en)). Cinq oiseaux sont considérés comme endémiques dont l'amarante de Reichenow et le tisserin de Fox.
Plusieurs espèces menacées vivent dans cette région : l'éléphant dont des troupeaux subsistent en Centrafrique et au Tchad, le lycaon, le guépard, le lion. L'éland géant reste relativement abondant dans l'ouest de la Centrafrique mais a été pratiquement exterminé par les braconniers au Soudan. Le braconnage est particulièrement répandu dans les pays politiquement instables comme le Soudan du Sud. Les guerres civiles centrafricaines ont entraîné une explosion du braconnage : la population recensée d'éléphants en Centrafrique est descendue de 35 093 en 1977 à 68 en 2010 ; la girafe du Kordofan est aussi menacée ; des bandes bien armées traquent les animaux pour vendre leur viande au Tchad ou à Bangui, la capitale. En Centrafrique, le lycaon a aussi été victime de la rage transmise par les chiens domestiques. Le parc du Dinder au Soudan, parsemé de lacs, est une étape importante pour les oiseaux migrateurs mais il est menacé par les demandes des villageois proches qui voudraient en transformer une partie en terres cultivables.

## Aires protégées
Plusieurs aires protégées ont été établies qui couvrent 24,26% de la superficie de cette écorégion :
- Parc national de Bouba Ndjida au Cameroun ;
- Parc national du Manovo-Gounda St Floris et parc national de Bamingui-Bangoran en République centrafricaine ;
- Parc national de Zakouma au Tchad ;
- Parc national du Dinder au Soudan ;
- Parc national de Boma et parc national de Radom[9] au Soudan du Sud ;
- Parc national de Gambela en Éthiopie ;
- Sanctuaire du mont Kei en Ouganda[2].